# Georges Bizet
Georges Bizet, nascido Alexandre César Léopold Bizet, (Paris, 25 de outubro de 1838 — Bougival, 3 de junho de 1875) foi um compositor francês, principalmente de óperas. Numa curta carreira devido à sua prematura morte, ele atingiu poucos sucessos antes do seu trabalho final, Carmen, que viria a se tornar uma das mais populares e frequentemente interpretadas óperas no repertório operístico.
Durante uma brilhante carreira como estudante no Conservatório de Paris, Bizet venceu muitas competições, incluindo o prestigiado Prix de Roma em 1857. Ele foi reconhecido como um excelente pianista, embora tenha optado por não aproveitar essa habilidade e raramente tocava em público. Retornando a Paris, após quase três anos na Itália, ele descobriu que os principais teatros de ópera parisiense preferiam o repertório clássico, estabelecido pelas obras recém-compostas. Suas composições orquestrais e para piano foram igualmente ignoradas, como resultado, sua carreira paralisou e ele ganhava a vida organizando e transcrevendo a música dos outros. Começou muitos projetos teatrais durante a década de 1860, a maioria das quais foram abandonadas. Duas óperas suas dominaram os palcos - Les pêcheurs de perles e La jolie fille de Perth - foram sucessos imediatos.
Após a Guerra Franco-Prussiana de 1870 até 1871, onde Bizet serviu na Guarda Nacional, ele teve pequenos sucessos com a ópera em um ato Djamileh e uma suíte orquestral derivada de sua música incidental tornou-se instantaneamente popular, L'Arlésienne. A produção da última ópera de Bizet, Carmen, foi adiada por temor de que seus temas de traição e assassinato ofenderiam o público. Após a première em 3 de março de 1875, Bizet foi convencido de que o trabalho foi falho, ele morreu de ataque cardíaco três meses depois, sem saber de que se tornaria um sucesso espetacular e duradouro.
O casamento de Bizet com Geneviève Halévy foi intermitentemente feliz e produziu um filho. Após sua morte, seu trabalho, exceto Carmen, foram geralmente negligenciados. Manuscritos foram doados ou perdidos e versões de seus trabalhos foram frequentemente revisadas e adaptadas por outras mãos. Ele não fundou nenhuma escola e não deixou nenhum discípulo ou sucessor. Após anos de negligência, os seus trabalhos começaram a ser interpretados com mais frequência no século XX. Mais tarde, comentários aclamando o compositor como brilhante e gênio começaram a surgir, dizendo que a morte prematura foi uma perda significativa para o teatro musical francês.

## Vida

### Primeiros anos

#### Família e infância
Georges Bizet nasceu em Paris dia 25 de outubro de 1838. Ele foi registrado como Alexandre César Léopold, mas batizado como "Georges" em 16 de março de 1840 e foi conhecido por esse nome pelo resto da sua vida. Seu pai, Adolphe Bizet, trabalhou como cabeleireiro e barbeiro antes de se tornar um professor de canto, mesmo sem ter um treinamento formal. Ele também compôs pequenos trabalhos, incluindo seu último que foi publicado. Em 1837 ele casou-se com Aimée Delsarte, contra os desejos da família dela que viam o casamento com uma pobre perspectiva; os Delsartes, embora pobres, eram uma família culta e altamente musical. Aimée foi uma pianista, enquanto seu irmão François Delsarte foi um notável cantor e professor, que apresentou-se nas cortes de Luís Filipe e Napoleão III. A esposa de Delsarte, Rosine, foi um prodígio musical, sendo professora assistente de solfejo no Conservatório de Paris aos 13 anos.
Georges, o único filho do casal, mostrou logo cedo aptidão para a música e rapidamente aprendeu as notações básicas da música, tendo recebido suas primeiras lições de piano de sua mãe. Ao ouvir por trás da porta da sala onde Adolphe conduzia suas aulas, Georges aprendeu a cantar músicas difíceis e com precisão de memória e desenvolveu a habilidade de identificar e analisar complexas estruturas cordais. Esta precocidade musical convenceu seus pais ambiciosos de que ele estava pronto para começar a estudar no Conservatório, um ano antes de chegar a idade mínima de 10 anos. Geroges foi entrevistado por Joseph Meifred, o virtuoso trompista que foi membro do Comitê de Estudantes do Conservatório. Meifred ficou tão impressionado pela demonstração de habilidades do menino que ele dispensou a regra de idade e se ofereceu para levá-lo imediatamente ao Conservatório.

#### Conservatório

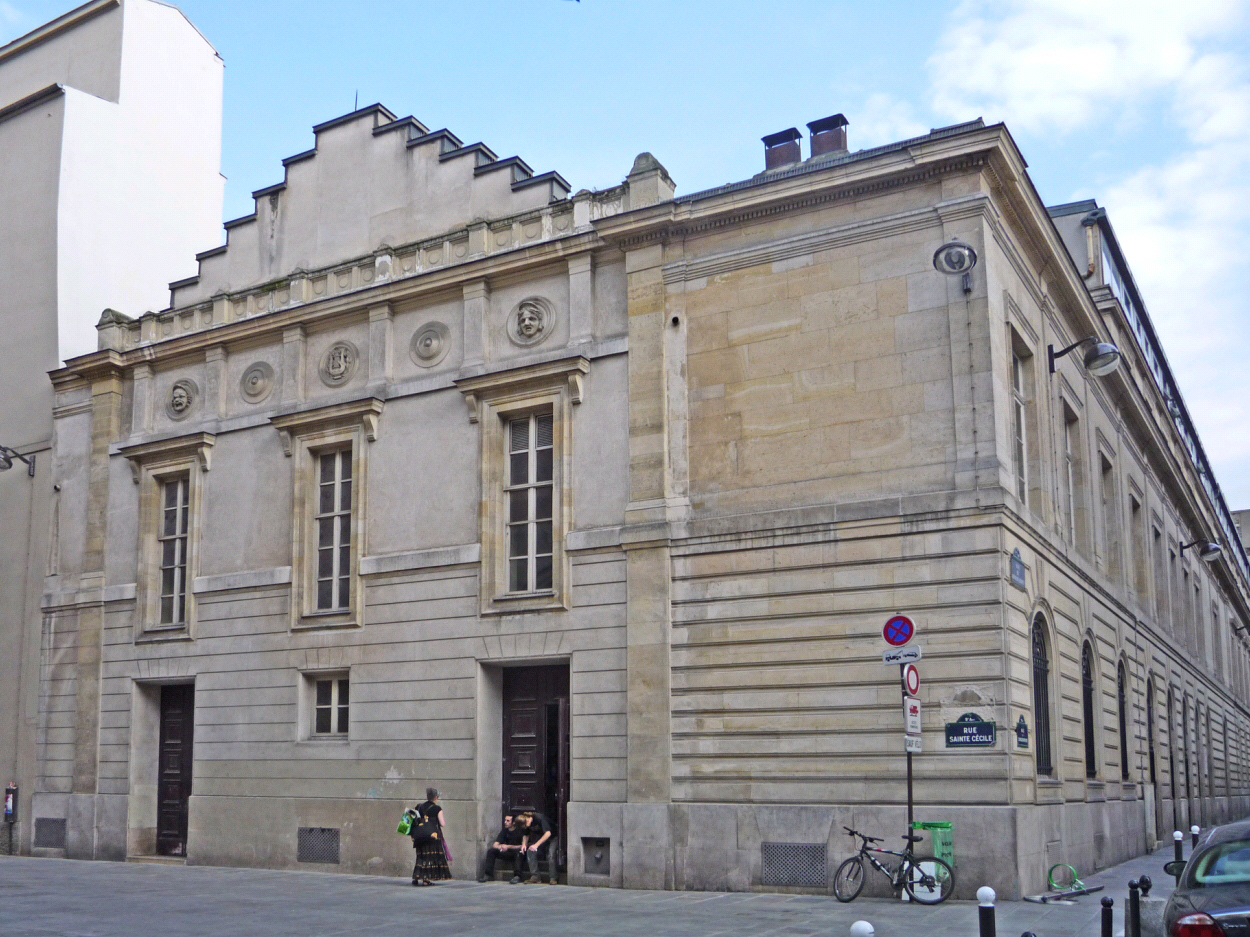
Parte do Conservatório de Paris, onde Bizet estudou de 1848 até 1857 (fotografado em 2009)

Bizet foi admitido para o Conservatório dia 9 de outubro de 1848, duas semanas antes de completar 10 anos. Ele fez uma boa primeira impressão: em apenas seis meses ele venceu um concurso de solfejo, um fato que impressionou Pierre-Joseph-Guillaume Zimmermann, o professor de piano do Conservatório. Zimmermann deu a Bizet aulas particulares de Contraponto e fuga, continuando as aulas até a morte do velho professor em 1853. Através das aulas, Bizet conheceu o enteado de Zimmermann, o compositor Charles Gounod, que tornou-se uma influência para o jovem aluno de estilo musical. Sob a tutela de Antoine François Marmontel, o professor de piano do Conservatório, o pianismo de Bizet desenvolveu rapidamente: ele venceu o segundo prêmio para piano do Conservatório em 1851 e o primeiro prêmio no ano seguinte. Bizet posteriormente escreveu sobre Marmontel: "em suas aulas um aprende algo sobre piano, um se torna um músico".
As primeiras composições de Bizet mantiveram-se preservadas: duas canções para soprano datadas de 1850. Em 1853 ele ingressou na aula de composição de Jacques Fromental Halévy e começou a produzir trabalhos, aumentando a sofisticação e qualidade. Duas de suas canções "Petite Marguerite" e "La Rose et l'abeille" foram publicadas em 1854. Em 1855 ele escreveu uma ambiciosa ouverture para uma grande orquestra e preparou versões para quatro mãos para piano de dois trabalhos de Gounod: a ópera La nonne sanglante e a Sinfônica em Ré. O trabalho de Bizet sobre os de Gounod o inspiraram, logo após seu décimo sétimo aniversário, ele escreveu sua própria sinfonia, que lembra o trabalho de Gounod - nota por nota em algumas passagens. A sinfonia de Bizet foi perdida, redescoberta em 1933 e interpretada finalmente em 1935.
Em 1856 Bizet competiu no prestigiado Prix de Rome. Sua entrada não foi um sucesso, mas os outros também não foram bem sucedidos: o prêmio para músico não foi dado naquele ano. Após isso Bizet ingressou em uma competição operística que Jacques Offenbach organizou para jovens compositores, com um prêmio de 1 200 francos. O desafio era compor uma ópera em um ato sobre o libretto de Le docteur Miracle de Léon Battu e Ludovic Halévy. O prêmio foi dividido entre Bizet e Charles Lecocq, sendo posteriormente criticado por Lecocq, que acusou o juri de ter sido manipulado por Fromental em favor de Bizet. Com o seu sucesso, Bizet se tornou um convidado regular das noites de festas de Offenbach nas sextas, onde entre outros, ele conheceu o já idoso Gioacchino Rossini, que presenteou o jovem com uma foto autografada. Bizet sempre foi um grande admirador da música de Rossini e escreveu logo depois do encontro: "Rossini é o maior deles, é igual Wolfgang Amadeus Mozart, ele tem todas as virtudes".
Para sua performance no Prix de Rome de 1857, Bizet ingressou com a aprovação entusiasmada de Gounod, escolhendo a cantata Clovis et Clotilde de Amédée Burion. Bizet foi premiado após a votação secreta dos membros da Académie des Beaux-Arts derrubarem a decisão inicial do júri, que haviam escolhido a favor do oboísta Charles Colin. Com a premiação, Bizet recebeu um financiamento por cinco anos, o primeiros dois ele passou em Roma, o terceiro na Alemanha e os dois últimos anos em Paris. O único requisito foi a apresentação a cada ano de um "envio" de uma obra original para a satisfação da Academia. Antes de sua partida para Roma, em dezembro de 1857, a cantata de Bizet teve uma entusiástica recepção.

### Roma, 1858-60

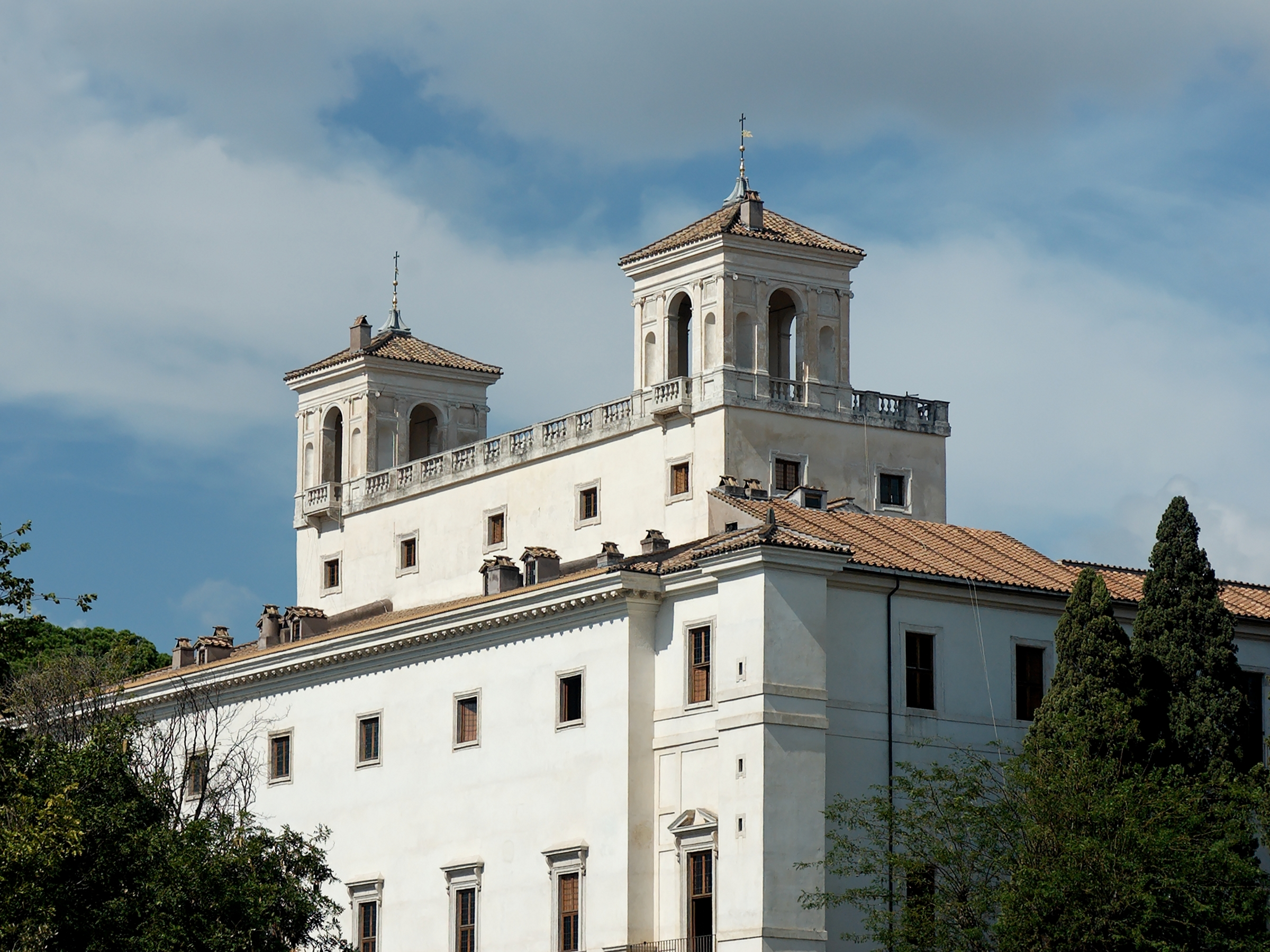
A Villa Medici

Em 27 de janeiro de 1858, Bizet chegou a Villa Medici, um castelo do século XVI que desde 1803 servia como casa para a Academia Francesa em Roma e que descreveu em carta como um "paraíso". Sob o diretor, o pintor Jean-victor Schnetz, a Villa forneceu um ambiente ideal onde Bizet e seus alunos laureados poderiam prosseguir seus estudos. Bizet aproveitar uma atmosfera de convívio e rapidamente se envolver nas distrações de sua vida social. Em seus primeiros seis meses em Roma, sua única composição foi um Te Deum escrito para o Prêmio Rodrigues, uma competição para novos trabalhos religiosos abertos para os ganhadores do Prix de Rome. Essa peça falhou ao impressionar os jurados, que deram o prêmio para Adrien Barthe, o único outro participante. Bizet foi desencorajado a escrever mais músicas religiosas. Seu Te Deum permaneceu esquecido e inédito até 1971.
Durante o inverno de 1858/1859, Bizet trabalhou no seu primeiro "envio", uma opera buffa com um libretto de Carlo Cambiaggio: Don Procopio. Sob os termos do seu prêmio, o primeiro envio deveria ser uma missa, mas seguindo seu fracasso com sua experiência do Te Deum, ele compôs algo inverso a música sacra. Ele estava apreensivo sobre esta sua violação e como seria recebido na Academia, mas a resposta da academia para Don Procopio foi inicialmente positiva, com elogios para o compositor: "toque fácil e brilhante" e "estilo jovem e arrojado".

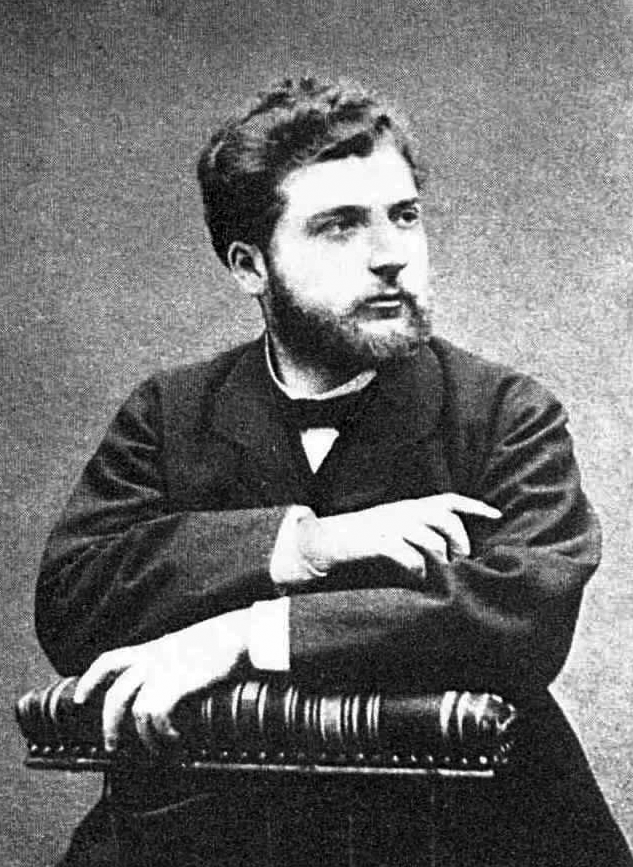
Georges Bizet fotografado em 1860

Para seu segundo envio à academia, não querendo testar muito a tolerância da Academia, Bizet propôs enviar um trabalho quase religioso na forma de uma missa secular de um texto de Horace. Esse trabalho, intitulado Carmen Saeculare, foi planejado como uma música para Apolo e Diana. Não existe nada sobre essa obra, então provavelmente Bizet nem começou. Da mesma forma que queria conceber projetos ambiciosos, ele os abandonava rapidamente, tornando-se uma das características de Bizet em seus anos em Roma. Além de Carmen Saeculare, ele considerou e descartou, pelo menos, cinco projetos de ópera, duas tentativas de sinfonia e um ode sinfônico sobre um tema de Odisseu. Após Don Procopio, Bizet completou apenas um trabalho em Roma, o poema sinfônico Vasco da Gama. Esse substituiu Carmen Saeculare como seu segundo envio à Academia e foi bem recebido, embora tenha sido rapidamente esquecido.
No verão de 1859 Bizet e diversas companhias viajaram para as montanhas e florestas por Anagni e Frosinone. Eles também visitaram um presidio em Anzio, Bizet enviu uma entusiasmada carta para Marmontel, contando suas experiências. Em agosto ele fez uma extensiva jornada ao sul de Nápoles e Pompeia. Bizet começou uma sinfonia baseada em suas experiências italianas, mas fez um pequeno e imediato avanço: o projeto, que tornou-se sua Sinfonia Roma, não foi terminado até 1868. Em sua volta para Roma, Bizet teve sucesso em seu pedido de permanência na Itália pelo terceiro ano, ao invés de ir para a Alemanha, para ele poder completar "um importante trabalho". Em setembro de 1860, enquanto visitava Veneza com seu amigo e aluno laureado Ernest Guiraud, Bizet recebeu notícias que sua mãe estava muito doente em Paris e isso o fez voltar para casa.

### Compositor emergente

#### Paris, 1860-63
Voltando a Paris após dois anos fora, Bizet estava temporariamente seguro financeiramente e pode ignorar por um momento as dificuldades que outros compositores jovens tinham na cidade. As duas casas de ópera, Ópera Nacional de Paris e Opéra-Comique, cada uma apresentando repertórios tradicionais que sufocavam e frustravam o novo talento que chegava a cidade; apenas 8 dos 54 ganhadores do Prix de Rome entre 1830 e 1860 tiveram obras apresentadas no Opéra. Apesar dos compositores franceses tivessem sido mais bem representados na Opéra, o estilo e o caráter das produções haviam permanecido praticamente inalterados desde a década de 1830. Um número de pequenos teatros servirem operetas, um campo em que Offenbach fosse fundamental, enquanto o Théâtre Italien era especializado em óperas italianas. A melhor perspectiva para aspirantes a compositores de ópera foi a companhia Théâtre Lyrique, que apesar de crises financeiras, operaram intermitentemente em várias áreas sob o comando de Léon Carvalho. Essa companhia tinha encenado a primeira performance de Faust de Gounod e sua ópera Roméo et Juliette e uma versão abreviada de Les Troyens de Hector Berlioz.
Em 13 de março de 1861, Bizet estava presente na première parisiense da ópera Tannhäuser de Richard Wagner, uma performance recebida com tumultos que foram inventados pelo influente Jockey-Club de Paris. Apesar dessa distração, Bizet revistou suas opiniões sobre a música de Wagner, a qual ele já havia considerado excêntrico. Ele declarou que Wagner "estava acima de todos os compositores vivos". Posteriormente, as acusações de "wagnerismo" eram feitas contra Bizet, ao longo de sua carreira como compositor. Como pianista, Bizet mostrou uma habilidade considerável desde seus primeiros anos. Um contemporâneo afirmou que ele poderia ter uma carreira como pianista de concerto, mas optou por esconder seu talento "como se fosse um vício". Em maio de 1861, Bizet deu uma rara demonstração de suas habilidades como virtuoso, em um jantar em que Franz Liszt estava presente e ele surpreendeu a todos ao tocar, sem falhas, uma das peças mais difíceis do maestro. Liszt comentou: "Pensei que havia apenas dois homens capazes de superar as dificuldades da obra, mas há três e o mais novo é talvez o mais ousado e mais brilhante".
O terceiro envio de Bizet foi adiado por um ano por causa de uma doença prolongada e a morte, em setembro de 1861, de sua mãe. Ele eventualmente enviou um trio de trabalhos orquestrais: uma ouverture chamada La Chasse d'Ossian, um scherzo e uma marcha fúnebre. A ouverture foi perdida, o scherzo foi absorvido posteriormente para a sinfonia Roma e a marcha fúnebre foi adaptada e usada em Les pêcheurs de perles. Em 1862 Bizet teve um filho com a empregada doméstica de sua família, Marie Reiter. O garoto foi feito acreditar que era filho de Adolphe Bizet; apenas no seu leito de morte em 1913, Reiter revelou quem era seu verdadeiro pai.
O quarto e último envio de Bizet, que o manteve ocupado por grande parte de 1862, foi uma ópera de um ato, La guzla de l'émir. Como um teatro estatal, a Opéra-Comique foi obrigado a interpretar os trabalhos laureados do Prix de Rome de tempos em tempos e La guzla foi começado a ser ensaiada em 1863. Entretanto, em abril, Bizet recebeu uma oferta de Conde Walewski para escrever uma ópera em três atos, Les pêcheurs de perles, usando um libretto de Michel Carré e Eugène Cormon. Mas por causa de uma condição, que era que a ópera deveria ser o primeiro trabalho a ser interpretado em público, Bizet apressadamente retirou La guzla da temporada do Opéra e incorporou algumas partes para sua nova produção. A primeira performance de Les pêcheurs de perles, no Théâtro Lyrique, foi no dia 30 de setembro. A crítica foi geralmente hostil, embora Hector Berlioz tenha elogiado o trabalho, escrevendo que "Bizet merecia grande honra". A reação pública foi morna e a ópera terminou após 18 performances. Não foi interpretada novamente até 1886.

#### Anos de luta
Quando a ajuda financeira do Prix de Rome expirou, Bizet logo notou que não poderia viver compondo música. Ele aceitou alunos de piano e alguns alunos de composição, dois deles eram Edmon Galabert e Paul Lacombe, que tornaram-se amigos íntimos. Ele também trabalhou como acompanhista em ensaios e audições para várias óperas, incluindo L'Enfance du Christ de Berlioz e Mireille de Charles Gounod. Entretanto, seu trabalho principal nesse período foi um arranjo de outros trabalhos. Ele fez transcrições para piano de centenas de óperas e outras peças e preparou partituras para foz e arranjos orquestrais para todos os tipos de música. Ele também, brevemente, foi um crítico musical para La Revue Nationale et Étrangère, sob o nome de Gaston de Betzi, fazendo uma única contribuição, que apareceu dia 3 de agosto de 1867.
Desde 1862 Bizet trabalhou intermitentemente em Ivan IV, uma ópera baseada na vida de Ivan, O Terrível. Carvalho falhou ao cumprir sua promessa de produzi-la; então, em dezembro de 1865 Bizet ofereceu para a Opéra, que rejeitou, o trabalho permaneceu sem ser apresentado até 1946. Em julho de 1866, Bizet assinou outro contrato com Carvelho, para La jolie fille de Perth, com libretto de J.H. Vernoy de Saint-Georges. Sir Walter Scott descreveu que esse "foi o pior nome que Bizet levou aos palcos". Problemas com o palco e outras questões atrasaram sua estreia por um ano e foi finalmente encenada pelo Théâtre Lyrique em 26 de dezembro de 1867. A recepção pela imprensa foi mais favorável do que qualquer outra ópera de Bizet, o crítico do Le Ménestral saudou o segundo ato como sendo "uma obra-prima do começo ao fim". Mesmo com o sucesso da ópera, apenas foram feitas 18 performances, pos dificuldades financeiras do Carvalho.
Enquanto La jolie fille estava sendo ensaiada, Bizet trabalhou com três outros compositores, cada um contribuiu com um simples ato para uma operetta em quatro atos chamada Marlborough s'en va-t-en guerre. Quando o trabalho foi interpretado no Théâtre de l'Athénée no dia 13 de dezembro de 1867 foi logo um grande sucesso e o crítico do Revue et Gazette Musicale deu atenção particular para o ato de Bizet dizendo que "nada poderia ser mais estiloso, pequeno e ao mesmo tempo notável". Bizet também arranjou tempo para terminar sua sinfonia Roma e escreveu alguns trabalhos para teclados e canções. No entanto esse período foi marcado por grandes decepções para o compositor e pelo menos duas óperas foram abandonadas antes de serem concluídas. Entrou em diversas competições, incluindo uma cantata e um hino compostos para a Exposição de Paris de 1867 e ambas foram um fracasso. Em 28 de fevereiro de 1869, a Sinfonia Roma foi apresentada no Cirque Napoléon, sob Jules Pasdeloup.

### Casamento

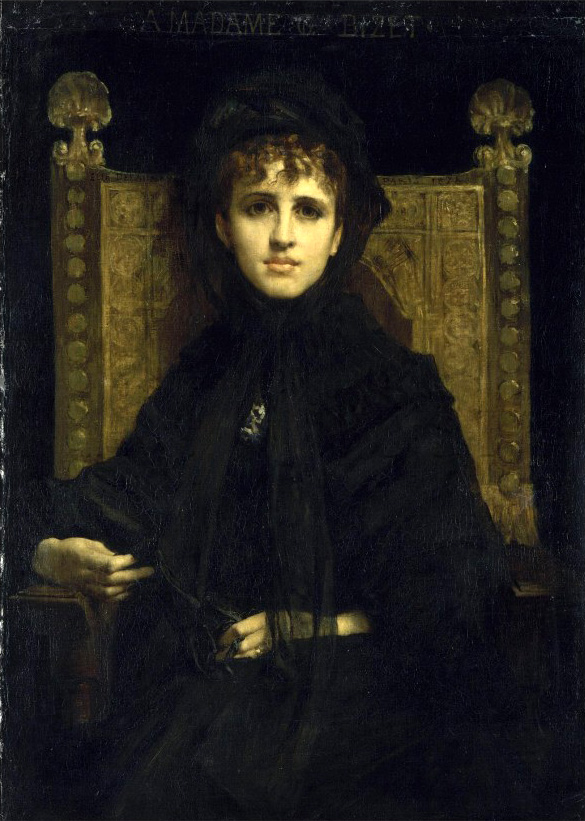
Geneviève Bizet, pintada em 1878

Não muito depois da morte de Fromental Halévy em 1862, Bizet começou a se aproximar da viúva. Bizet completou a ópera inacabada de Halévy, a ópera Noé. Embora não se tenha tomado nenhuma ação na época, Bizet permaneceu em termos amigáveis com a família Halévy. Fromental havia deixado duas filhas: a mais velha, Esther, morreu em 1864, em um evento muito traumatizante para a viúva. E Halévy não podia tolerar a companhia de sua filha mais nova, Geneviève, que aos 15 anos passou a viver com outros membros da família. Não é claro quando que Bizet e Halévy tornaram-se ligados emocionalmente, mas em outubro de 1867 ele informou a Galabert: "Eu conheci uma menina adorável que eu amo! Em dois anos ela vai ser minha mulher!" O casamento ocorreu no dia 3 de junho de 1869. Ludovic Halévy escreveu em seu jornal: "Bizet tem espírito e talento. Ele terá sucesso".
Como uma homenagem tardia a Fromental, Bizet pegou o manuscrito de Noé para completá-la. Parte do seu moribundo Vasco da Gama e Ivan IV foram incorporados à partitura, mas um projeto de produção no Théâtre Lyrique falhou, quando finalmente a companhia de Carvalho abriu falência e Noé ficou sem performance até 1885. O casamento de Bizet foi inicialmente feliz, mas foi afetado pela instabilidade de Geneviève, pela difícil relação dela com sua mãe e pela interferência da viúva no casamento dos dois. Mesmo assim Bizet mantinha uma boa relação com sua madrasta e correspondiam-se sempre. No ano seguinte ao casamento, ele começou a planejar doze novas óperas e começou a esboçar a música para duas delas: Clarissa Harlowe baseado na novela Clarissa de Samuel Richardson e Grisélidis com um libretto de Victorien Sardou. Entretanto, seu progresso nos projetos parou em julho de 1870 com o começo da Guerra Franco-Prussiana.

### Guerra e revoluções
Após uma série de provocações da Prússia, culminando na oferta da Coroa Espanhola para o Príncipe Prussiano, o imperador francês Napoleão III declarou guerra, em 15 de julho de 1870. Inicialmente essa declaração foi apoiada por um surto patriótico fervoroso e de confiança na vitória. Bizet, junto com outros artistas e compositores, entrou para a Guarda Nacional e começou a treinar. Ele disse que era mais perigoso para si mesmo do que para os outros.

### Fim da carreira

#### Djamileh, L'Arlésienne e Don Rodrigue
Em junho de 1871, a indicação de Bizet como maestro do coro da Opéra foi aparentemente confirmado pelo diretor, Émile Perrin. Bizet iria assumir seu posto em outubro, mas no dia 1 de novembro o posto foi assumido por Hector Salomon. Bizet estava trabalhando em Clarissa Harlowe e Grisélidis, mas os planos deles serem estagiados no Opéra-Comique fracassaram e nenhum dos dois trabalhos foram completos, apenas alguns fragmentos das músicas sobreviveram. Outro trabalho de Bizet foi completo em 1871: o dueto para piano intitulado Jeux d'enfants e uma ópera em um ato, Djamileh, que foi estreada em Maio de 1872 no Opéra-Comique, ela foi retirada de cartaz após 11 apresentações e não foi encenada novamente até 1938. Em 10 de julho, Geneviève deu à luz o único filho do casal: Jacques.
A maior tarefa de Bizet veio de Carvalho, que estava comandando o Teatro Vaudeville de Paris, que queria uma música incidental para tocar L'Arlésienne de Alphonse Daudet. Quando a peça foi interpretada em 1 de outubro, a música foi considerada complexa para a cultura popular. Entretanto, encorajado por Reyer e Jules Massenet, Bizet moldou um quarto movimento para a música, que foi interpretado pela orquestra com Pasdeloup em 10 de novembro, com uma recepção entusiasmada do público. No inverno de 1872/1873, Bizet supervisionou os preparativos para reviver Roméo et Juliette de Gounod no Opéra-Comique. A relação entre os dois foi ótima durante anos, mas Bizet respondeu positivamente ao pedido do seu antigo mentor: "Você foi o início da minha vida como artista".
Em junho de 1872 Bizet informou Galabert: "Eu fui ordenado a compor uma ópera de três atos para a Opéra-Comique. Meilhac e Halévy estão fazendo minha peça". O projeto escolhido foi a curta novela Carmen de Prosper Mérimée. Bizet começou a música no verão de 1873, mas o trabalho foi suspendido. Bizet começou a compor Don Rodrigue, uma adaptação de El Cid, história de Louis Gallet e Édouard Blau. Ele tocou uma versão para piano para uma seleta audiência que incluía Gabriel Fauré, esperando que a aprovação de Fauré influenciaria os diretores da Opéra para estagiar seu trabalho. Entretanto, na noite de 28/29 de outubro, a Opéra foi queimada, os diretores em meio das preocupações, deixaram Don Rodrigue de lado. Ela nunca foi completa, Bizet posteriormente adaptou um tema de seu ato final como base da sua ouverture de 1875, Patrie.

#### Carmen
Adolphe de Leuven, o codiretor da Opéra-Comique foi o maior opositor ao projeto de Carmen, resignado no início de 1874, removendo a maior barreira da produção do trabalho. Bizet terminou as partituras durante o verão e ficou satisfeito com o resultado: "Eu tenho escrito uma obra que é toda clara e viva, cheia de cor e melodia". A renomada mezzo-soprano Célestine Galli-Marié (conhecida profissionalmente como "Galli-Marié") estava engajada com o papel-título. De acordo com Dean, ela ficou encantada com a sua parte. Havia rumores de que o compositor e a mezzo tiveram um breve caso amoroso; sua relação com Genieviève estava tensa naquele momento e os dois viveram separados durante vários meses.
Quando os ensaios começaram em outubro de 1874, a orquestra teve dificuldades com a partitura, encontrando partes que eram impossíveis de serem tocadas. O coro declarou que algumas músicas também eram impossíveis e ficaram consternados ao ter que agir individualmente no palco, fumando e lutando, ao invés de ficarem em linha, como eram acostumados. Bizet também teve que combater com as tentativas da companhia de modificar algumas partes da ópera, pois consideravam-nas impróprias. Somente quando os cantores líderes ameaçaram retirar-se da produção, que a gestão começou a ceder. Resolvendo as questões, a primeira noite atrasou um pouco, sendo feita em 3 de março de 1875 (coincidentemente na manhã em que Bizet foi apontado como um Cavaleiro da Legião de Honra).
Entre as principais figuras do meio musical que estavam na estreia estão Jules Massenet, Camille Saint-Saëns e Charles Gounod. Geneviève, sofrendo de um abscesso em seu olho direito, não pode estar presente. O desempenho da ópera no primeiro dia foi de quatro horas e meia, o último ato não começou antes da meia noite. Em seguida, Massenet e Saint-Saëms foram parabenizados, Gounod em menor escala. DE acordo com uma fonte, ele acusou Bizet de plágio: "Georges me roubou!". A maior parte da imprensa criticou a ópera, dizendo que a heroína era uma sedutora amoral, invés de uma mulher de virtude. Outros queixaram-se da falta de melodia e fizeram comparações desfavoráveis. Houve, no entanto, elogios do poeta Théodore de Banville, que aplaudiu Bizet. A reação do público foi morna e Bizet logo se convenceu do fracasso, "Eu prevejo um fracasso definitivo e sem esperanças".

### Vida e morte
Na maior parte de sua vida, Bizet sofreu de uma dor de garganta recorrente. Um fumante pesado, ele pôde ter comprometido mais a sua saúde em seu período de trabalho intenso na metade da década de 1860, quando ele trabalhou nas transcrições para as editores, trabalhando até 16 horas por dia. Em 1868 ele informou Galabert que ele tinha uma doença na traquéia: "Eu sofri como um cachorro". Em 1871 e novamente em 1874, enquanto completava Carmen, ele teve que se afastar do trabalho por ataques severos, que ele descreveu como "angina na garganta" e sofreu mais um ataque no final de março de 1875. Naquele tempo, deprimido pelo fracasso evidente de Carmen, Bizet estava em uma lenta recuperação e adoeceu novamente em maio. No fim daquele mês ele foi para Bougival em um feriado e, sentindo-se um pouco melhor, foi nadar no Rio Sena. No dia seguinte, 1 de junho, ele começou a sofrer de febre alta e dor, que foi seguido de um aparente ataque cardíaco. Ele parecia estar se recuperando, mas no dia 3 de junho ele sofreu um segundo ataque fatal.
A rapidez da morte de Bizet e a consciência de seu estado depressivo mental, alimentou rumores de suicídio. Embora a causa exata da sua morte nunca tenha sido descoberta, os médicos descontavam teorias de suicídio e eventualmente determinaram a morte como "uma complicação cardíaca de reumatismo articular agudo". A notícia da morte surpreendeu todo o círculo musical de Paris; como Galli-Marié ficou muito surpresa e triste, a ópera Carmen não foi interpretada naquela noite, sendo substituída por La Dame Blanche de François-Adrien Boieldieu.
No funeral, no dia 5 de junho, na igreja Église de la Sainte-Trinité, mais de 4 000 pessoas estavam presentes. Adolphe Bizet conduziu os enlutados, que incluíram Thomas, Gounod, Ludovic e Léon Halévy e Massenet. Uma orquestra, sob Pasdeloup interpretaram Patrie e o organista improvisou alguns temas de Carmen. No enterro, que se seguiu no Cemitério Père Lachaise, Gounod o elogiou. Ele disse que Bizet foi derrubado exatamente por estar se tornando reconhecido como um verdadeiro artista. Ao fim, Gounod se emocionou e não conseguiu concluir. Depois de uma apresentação especial de Carmen no Opéra, naquela mesma noite, a imprensa que tinha condenado universalmente, declarou Bizet como um mestre.

## Obra

### Ópera
- La maison du docteur, ópera cómica, 1 acto, (H. Boisseaux; composta ca. 1855; não executada)
- Le docteur Miracle, opereta, 1 ato, (L. Battu & L. Halévy, segundo R.B. Sheridan; comp. 1856; estreia em Paris, Bouffes-Parisiens, 9 de abril de 1857)
- Don Procopio, ópera buffa, 2 atos, (C. Cambiaggio, segundo L. Prividali; comp. 1858-59; estreia em Monte Carlo, 10 de março de 1906)
- La prêtresse, opereta, 1 ato, (P. Gille; comp. ca. 1861; não executada)
- La guzla de l'émir, ópera cómica, (J. Barbier & M. Carré; comp. ca. 1862; não executada)
- Ivan IV, ópera, 5 actos, (F.-H. Leroy & H. Trianon; composed ca. 1862-65; estreia em. Württemberg, Mühringen Castle, 1946)
- Les pêcheurs de perles, ópera, 3 atos, (E. Cormon & M. Carré; composta em 1863; estreia em Paris, Théâtre Lyrique, 30 de setembro de 1863)
- La jolie fille de Perth, ópera, 4 atos, (J.-H. Vernoy de Saint-Georges & J. Adenis, segundo W. Scott); composta em 1866; estreia em Paris, Théâtre Lyrique, 26 de dezembro de 1867)
- Marlbrough s'en va-t-en guerre, opereta, 4 atos, (P. Siraudin & W. Busnach; comp. 1867, Act I apenas, perdida; estreia em Paris, Théâtre Athénée, 13 de dezembro de 1867)
- La coupe du roi de Thulé, ópera, 3 atos, (L. Gallet & E. Blau; comp. 1868-69, depois da sua morte o documento foi estragado por ser manuseado por várias pessoas[88] só restam fragmentos; estreia (excertos) BBC Radio, 12 de julho de 1955)
- Clarisse Harlowe, ópera cómica, 3 actos, (Gille & A. Jaime, segundo S. Richardson; comp. 1870-71, incompleta; não executada)
- Grisélidis, ópera cómica, 1 ato, (V. Sardou; comp. 1870-71, incompleta; não executada)
- Djamileh, ópera cómica, 1 ato, (Gallet, segundo A. de Musset; comp. 1871; estreia em Paris, Opéra-Comique (Favart), 22 de maio de 1872)
- L'Arlésienne, música incidental, 3 actos (A. Daudet; comp. 1872; estreia em Paris, Théâtre Vaudeville, 1 de outubro de 1872)
- Don Rodrigue, ópera, 5 atos, (Gallet & Blau, segundo G. de Castro y Bellvis; comp. 1872, rascunho incompleto; não executada)
- Carmen, opéra, 4 atos, (H. Meilhac & L. Halévy, after P. Mérimée; comp. 1873-74; estreia em Paris, Opéra-Comique (Favart), 3 de março de 1875)

Ref:

### Sinfónica
- L’âme triste est pareille au doux ciel (Lamartine)
- Petite Marguerite (Rolland, 1854)
- La Rose et l’abeille (Rolland, 1854)
- La Foi, l’Esperance et la Charité (de Lagrave, 1854))
- Vieille chanson (Millevoye, 1865)
- Adieux de l'hôtesse arabe (Hugo, 1866)
- Apres l’Hiver (Hugo, 1866)
- Douce mer (Lamartine, 1866)
- Chanson d'avril (Bouilhet, 1866)
- Feuilles d'álbum (1866): À une fleur (de Musset), Adieux à Suzon (de Musset), Sonnet (Ronsard), Guitare (Hugo), Rose d'amour (Millevoye), Le grillon (Lamartine)
- Pastorale (Regnard, 1868)
- Rêve de la bien-aimée (de Courmont, 1868)
- Ma vie a son secret (Arvers, 1868)
- Berceuse (Desbordes-Valmore, 1868)
- La chanson du fou (Hugo, 1868)
- La coccinelle (Hugo, 1868)
- La sirène (Mendès, 1868)
- Le Doute (Ferrier, 1868)
- L’Esprit Saint
- Absence (Gautier)
- Chant d’amour (Lamartine)
- Tarentelle (Pailleron)
- Vous ne priez pas (Delevigne)
- Le Colibri (Flan, 1868)
- Sérénade ‘Oh, quand je dors’ (Hugo)
- Vœu (Hugo, 1868)
- Voyage, Aubade, La Nuit, Conte, Aimons, rêvons!, La chanson de la rose, Le Gascon, N’oublions pas!, Si vous aimez!, Pastel, l'abandonnée (Inacabados)

### Piano solo
- Nocturne in F major
- Variation chromatiques de concert (orquestrada por Felix Weingartner em 1933)
- Caprice in C# minor
- Caprice in C major
- Chasse Fantastique
- Romance sans paroles in C major
- Thème brilliant in C
- Valse in C major
- Trois Esquisses Musicales
- Grande Valse de Concert in E flat
- Marine
- Nocturne in D major
- Chants du Rhin
- Four Préludes
- Jeux d'enfants (Children's Games) 12 peças para dueto de piano.
  - L'escarpolette (Rêverie), La Toupie (Impromptu), La Poupée (Berceuse), Les Chevaux de bois (Scherzo), Le volant (Fantaisie), Trompette et tambour (Marche), Les Bulles de Savon (Rondino), Les quatre coins (Esquisse), Colin-maillard (Nocturne), Saute-mouton (Caprice), Petit mari, petite femme (Duo), Le Bal (Galop)

### Outras
- Abertura em Lá
- Sinfonia em Dó (Bizet), 1855
- Sinfonia em Dó Maior ("Roma")
- Petite Suite (cinco momentos de Jeux d'Enfants)
- Abertura Patrie
- Ode sinfónicaVasco da Gama
- Te Deum
- L'Arlesienne Suite #1 (também creditado com a maioria Suite #2)

### Obra completada
- Fromental Halévy - Noé, ópera, 3 actos (Saint-Georges; comp. 1858-62, inacabada por morte de Halévy; completada por Bizet; Estreia Karlsruhe, 5 de abril de 1885)